# Turbidimetria

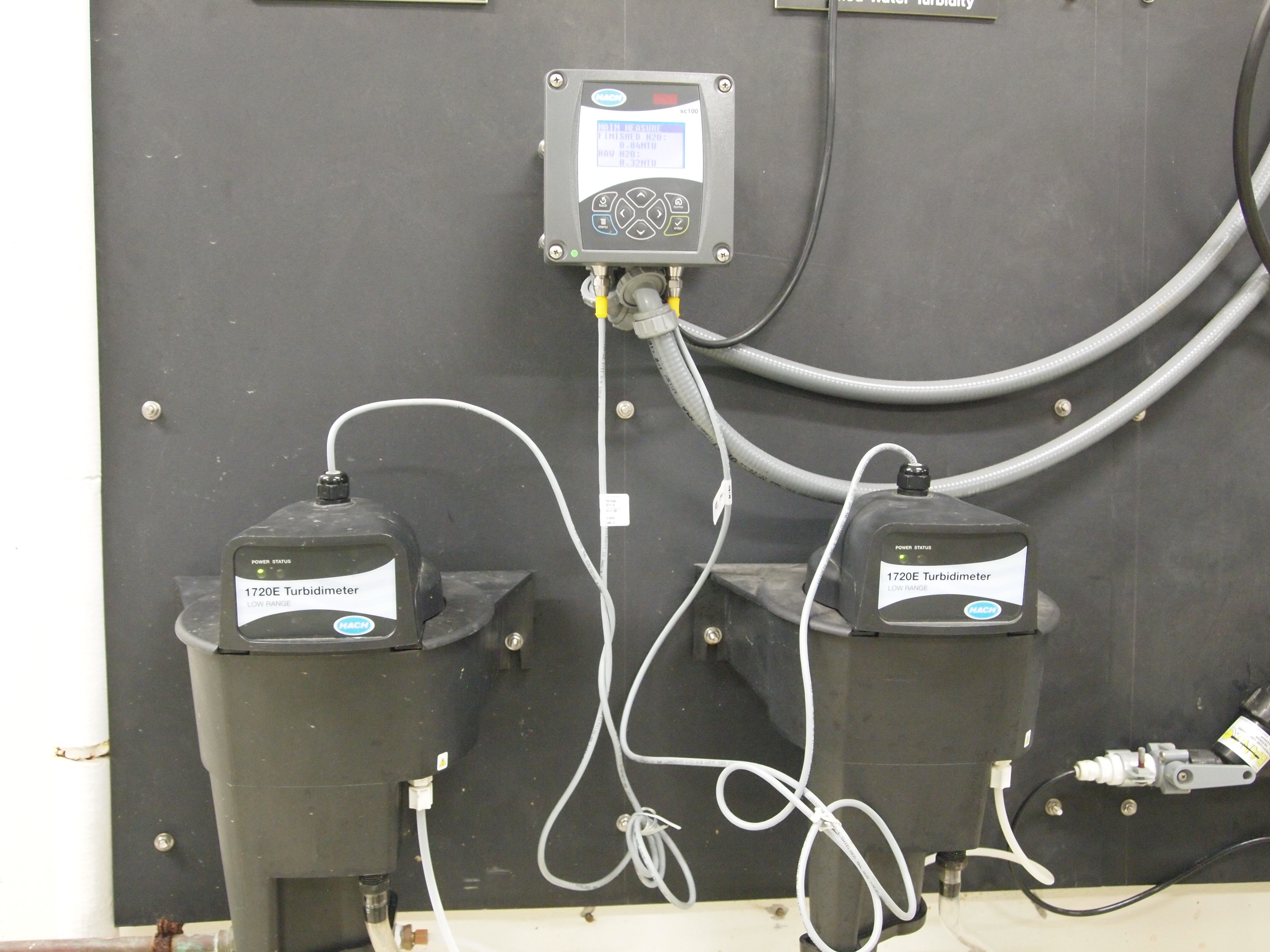
Medidor de turbidimetria

A turbidimetria é uma técnica analítica que se baseia no método de espectrofotometria, capaz de medir a turbidez de uma amostra. Neste método, mede-se a redução da transmissão de luz em um meio causado pela formação de partículas (suspensão ou colóides). Sua aplicação é restrita à quantificação de substâncias que podem ser precipitadas, com a utilização de reagentes apropriados e nas condições que garantem a formação de uma suspensão estável para que se obtenha reprodutibilidade.

## Funcionamento
A turbidimetria é determinada graças a um sistema ótico que mede a absorbância de um raio luminoso que atravessa a suspensão. Tal absorbância será maior ou menor a depender da concentração do espécime analisado e do tamanho da partícula. Quanto maior o número de partículas na amostra, maior será o espalhamento da radiação e, portanto, menor será a quantidade de radiação incidida no detector.
O equipamento utilizado para realizar o teste chama-se turbidímetro. Nele, é medida a quantidade de radiação que passa através de uma amostra, semelhante à espectrofotometria de absorção, e também pode ser realizada em colorímetros e espectrofotômetros (feixe simples ou duplo) sem nenhuma modificação.
A nefelometria (inverso da turbidimetria) se baseia na diminuição da intensidade pela difusão da luz causada pelo espalhamento da radiação por partículas em suspensão.

## Determinação da turbidez
Quando certa radiação é incidida sobre uma suspensão, podem ocorrer diversos fenômenos como dispersão, absorção, reflexão e transmissão. A turbidimetria e nefelometria são métodos nas quais se baseiam na dispersão da radiação por partículas em suspensão. Segundo Freunlich, quando uma radiação com intensidade I0 atravessa um meio capaz de dispersar luz, tem-se que:
{\displaystyle I_{t}=I_{0}10^{-\tau b}}
em que {\displaystyle I_{t}} é a intensidade de radiação transmitida, {\displaystyle I_{0}}  é a intensidade da luz incidente, “b” é a espessura do meio e {\displaystyle \tau }  é a turbidez. Sabendo-se que  é função da concentração,  é função de  e se admitir que b=1, a turbidez é dada por:
{\displaystyle \tau =-log{\tfrac {I_{t}}{I_{0}}}}
Observa-se então, que esta equação é análoga à lei de Lambert-Beer. Dessa maneira, pode-se afirmar que a turbidez de uma amostra é função da concentração de uma substância suspensa.

## Cuidados que devem ser tomados
Apesar do método da turbidimetria ser simples, sua exatidão pode ser prejudicada devido à dificuldade de assegurar que o tamanho de partículas em uma suspensão, após a precipitação, seja o mesmo durante cada medida e durante a calibração. Também pode se encontrar dificuldade no controle rígido de tempo no preparo das amostras e dos pontos da curva de calibração (formação da suspensão com distribuição uniforme das partículas).
A determinação analítica deve ser empírica, pois diferenças físicas de um instrumento para outro causam diferenças nos valores medidos para a turbidez, ainda que o mesmo material de calibração seja usado para cada instrumento.
Para tentar diminuir os erros alguns fatores devem ser rigorosamente controlados como, concentração dos reagentes, ordem de preparação de amostra, agitação e o tempo anterior às leituras e posterior às reações.

## Aplicações
A turbidimetria é utilizada para análise quantitativa em diversas áreas como química, física, biologia, bioquímica, farmacêutica, engenharias, entre outros.
Exemplos: É utilizado para fazer exame de Hemoglobina glicosilada e determinação de turbidez para águas residuais. 